# 第十五屆十大中文金曲得獎名單
第十五屆十大中文金曲得獎名單

## 十大中文金曲名單
- 《暗戀你》（主唱：張學友 作曲：ShogoHamada 填詞：劉卓輝）
- 《但願不只是朋友》（主唱：黎明 作曲：Masso Urino / Kisaburo 填詞：林振強）[1]
- 《長夜多浪漫》（主唱：劉德華 作曲：Kyohei Tsutsumi / Masao Urino 填詞：周禮茂）
- 《我為何讓你走》（主唱：郭富城 作曲：倫永亮 填詞：潘源良）
- 《瀟洒走一回》（主唱：葉蒨文 作曲：陳大力 / 陳秀男 填詞：陳樂融 / 王蕙玲）
- 《紅茶館》（主唱：陳慧嫻 作曲：M.Aoi / K.Senke 填詞：周禮茂）
- 《還是覺得你最好》（主唱：張學友 作曲：米米Club 填詞：劉卓輝）
- 《我的親愛》（主唱：黎明 作曲：Noriyuki Makihara 填詞：劉卓輝）[1]
- 《容易受傷的女人》（主唱：王靖雯 作曲：Miyuki Nakajima 填詞：潘源良）
- 《真我的風采》（主唱：劉德華 作曲：靳鐵章 填詞：潘源良）

| 十大中文金曲獎候選名單（按編號排序） | 十大中文金曲獎候選名單（按編號排序） | 十大中文金曲獎候選名單（按編號排序） |
| 編號                                 | 歌曲                                 | 主唱                                 |
| ------------------------------------ | ------------------------------------ | ------------------------------------ |
| 1                                    | 現代愛情故事                         | 張智霖、許秋怡                       |
| 2                                    | 不可不信緣                           | 劉德華                               |
| 3                                    | 飄雪                                 | 陳慧嫻                               |
| 4                                    | Touch                                | 梅艷芳                               |
| 5                                    | 各自各…精彩                          | 劉美君                               |
| 6                                    | 我說過要你快樂                       | 吳國敬                               |
| 7                                    | 再生戀                               | 林憶蓮                               |
| 8                                    | 我是情痴                             | 溫兆倫                               |
| 9                                    | 情人                                 | 譚詠麟                               |
| 10                                   | 長夜多浪漫                           | 劉德華                               |
| 11                                   | 給我吧                               | 杜德偉                               |
| 12                                   | 戀一世的愛                           | 關淑怡                               |
| 13                                   | 再見亦是朋友                         | 曾航生、何婉盈                       |
| 14                                   | 永遠愛着你                           | 草蜢                                 |
| 15                                   | 對你愛不完                           | 郭富城                               |
| 16                                   | 街頭霸王榜                           | 林子祥                               |
| 17                                   | 是不是這樣的夜晚你才會這樣的想起我   | 彭家麗                               |
| 18                                   | 愛得比你深                           | 張學友                               |
| 19                                   | 瀟灑走一回                           | 葉蒨文                               |
| 20                                   | 因你極難代替                         | 倫永亮                               |
| 21                                   | 葬心                                 | 黃鶯鶯                               |
| 22                                   | 我來自北京                           | 黎明                                 |
| 23                                   | 暗戀你                               | 張學友                               |
| 24                                   | 一生全屬你                           | 劉錫明                               |
| 25                                   | 紅茶館                               | 陳慧嫻                               |
| 26                                   | 明明白白我的心                       | 成龍、陳淑樺                         |
| 27                                   | 封鎖我一生                           | 王傑                                 |
| 28                                   | 末世天使                             | 劉德華                               |
| 29                                   | 但願不只是朋友                       | 黎明                                 |
| 30                                   | 彎彎的月亮                           | 呂方                                 |
| 31                                   | 第四晚心情                           | 郭富城                               |
| 32                                   | 長城                                 | Beyond                               |
| 33                                   | 製造迷夢                             | 關淑怡                               |
| 34                                   | 情是那麼笨                           | 劉德華                               |
| 35                                   | 三分鐘放縱                           | 草蜢                                 |
| 36                                   | 我為何讓你走                         | 郭富城                               |
| 37                                   | 只有你                               | 譚詠麟                               |
| 38                                   | 你震撼我的心靈                       | 劉德華                               |
| 39                                   | 我的親愛                             | 黎明                                 |
| 40                                   | 當你靠着我                           | 鍾鎮濤                               |
| 41                                   | 紅日                                 | 李克勤                               |
| 42                                   | 容易受傷的女人                       | 王靖雯                               |
| 43                                   | 拯救地球                             | 杜德偉                               |
| 44                                   | 情人知己                             | 葉蒨文                               |
| 45                                   | 晚秋                                 | 黃凱芹                               |
| 46                                   | 醒醒                                 | 林憶蓮                               |
| 47                                   | 真我的風采                           | 劉德華                               |
| 48                                   | 愛火花                               | 張學友                               |
| 49                                   | 逗我開心吧                           | 張智霖                               |
| 50                                   | 友愛長存                             | 林子祥                               |
| 51                                   | 還是覺得你最好                       | 張學友                               |

## 最佳中文廣告歌曲獎
- 金獎：維他奶—何時何地（陳樂明）
- 銀獎：皇家警察招募運動—警察故事（黎小田、馬飼野康二、陳志仁）
- 銅獎：可口可樂—夏日時光（倫潔瑩、陳婉嫻）

## 最受歡迎卡拉OK歌曲獎
- 相思風雨中（張學友/湯寶如）

## 最佳中文（流行）歌曲獎
- 《我說過要你快樂》（倫永亮）

## 最佳中文（流行）歌詞獎
- 《真真假假》（潘偉源）

## 最有前途新人獎
- 男歌手
  - 金獎：林志穎
  - 銀獎：張衛健
  - 銅獎：鄭伊健
- 女歌手
  - 金獎：葉玉卿
  - 銀獎：湯寶如
  - 銅獎：劉小慧
- 組合
  - 金獎：優客李林
  - 銀獎：豹小子
  - 銅獎：劉以達與夢

## 最佳唱片監制獎
- 《真情流露》（歐丁玉）

## 最佳編曲獎
- 《Crystal》（周啟生）

## 全年銷量冠軍大獎
- 《真情流露》（張學友）

## IFPI國際歌手大獎
- 張學友

## IFPI國際歌曲大獎
- 《暗戀你》

## 優秀國語歌曲獎
- 《瀟洒走一回》（葉蒨文）
- 《明明白白我的心》（成龍 / 陳淑樺）

## 金針獎
- 鄭國江（頒獎嘉賓：徐小鳳）